# Kulin (Australia)
Kulin è una città situata nella regione di Wheatbelt, in Australia Occidentale; essa si trova 280 chilometri a sud-est di Perth ed è la sede della Contea di Kulin. Al censimento del 2006 contava 353 abitanti.